# Adenomera marmorata
Adenomera marmorata, ook wel Leptodactylus marmoratus, is een kikker uit het geslacht Adenomera en de familie fluitkikkers (Leptodactylidae). De soort werd voor het eerst wetenschappelijk beschreven door Franz Steindachner in 1867. Later werd de wetenschappelijke naam Leptodactylus marmoratus gebruikt.
De kikker is endemisch in Brazilië. De habitat bestaat uit laaglandbossen en bergachtige gebieden. De kikker wordt met uitsterven bedreigd omdat de bomen in zijn leefomgeving gekapt worden.